# Ätolien
Ätolien (neugriechisch Αιτωλία Etolia auch Aitolien, altgriechisch Αἰτωλία Aitōlia) ist eine Landschaft in Griechenland, an der Nordküste des Golfs von Patras und des Westendes des Golfs von Korinth. Sie grenzt im Westen an Akarnanien, von dem es durch den Fluss Acheloos getrennt ist, im Norden an Epirus und Thessalien, im Osten an die Regionalbezirke Evrytania und Fokida (in der Antike die ozolischen Lokrer), und im Süden an den Eingang zum Golf von Korinth.

## Antikes Ätolien

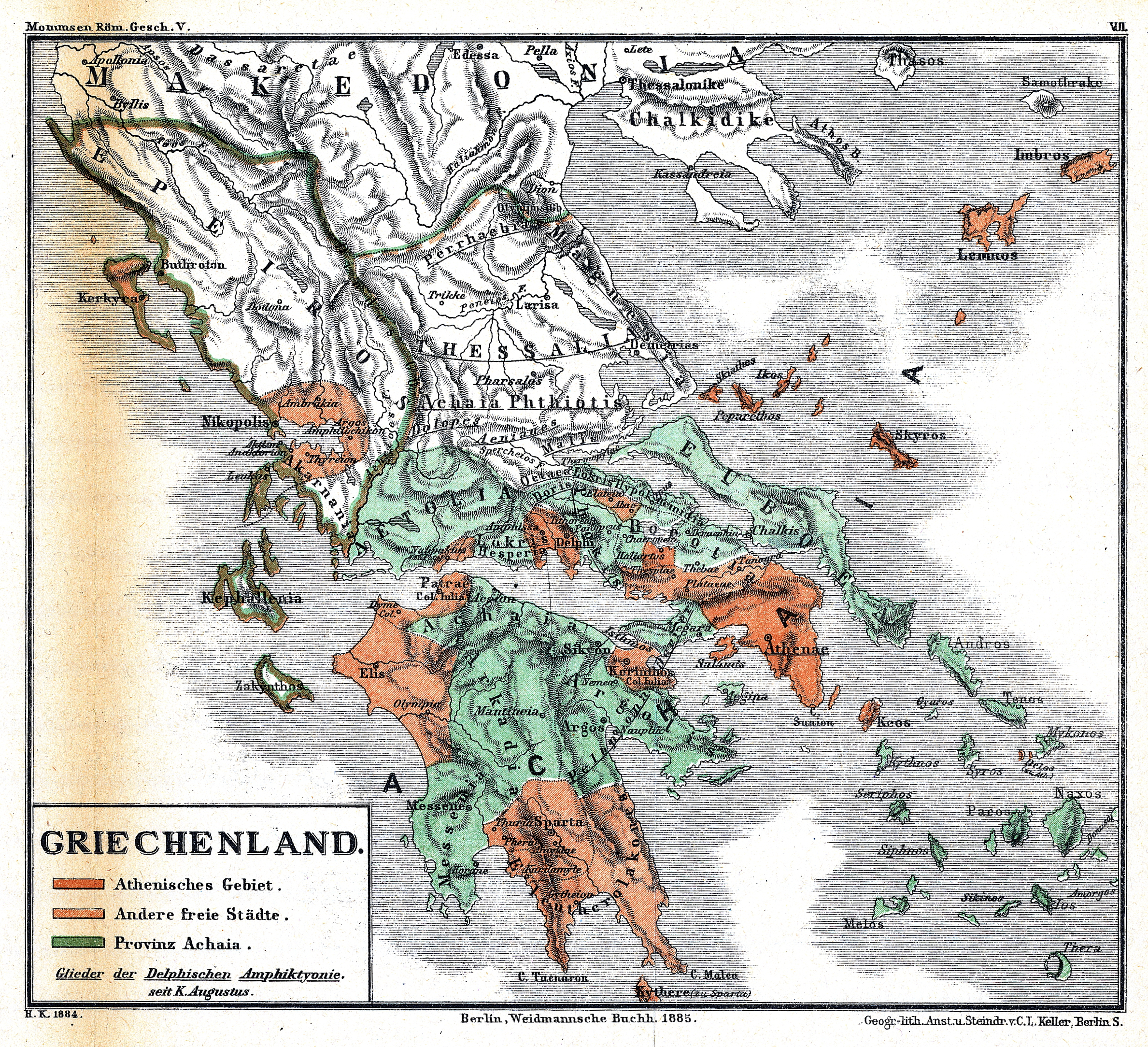
Ätolien (in der Provinz Achaia – grün markiert) – Karte aus der Zeit von Kaiser Augustus

Der Landstrich besteht aus zwei Teilen: Altätolien vom Acheloos bis zum Evenos und Kalydon, auch Kuretis genannt, und Neuätolien (oder das erworbene Ätolien), das vom Evinos und von Kalydon bis zu den Lokrern reicht. An der Küste ist das Land flach und fruchtbar, im Inneren jedoch gebirgig und öde. In den Bergen lebten Wildtiere, die in der griechischen Mythologie mit der Jagd auf den Kalydonischen Eber gefeiert wurden.
Das Land wurde ursprünglich von den Kureten und Lelegern bewohnt, wurde aber in der Frühzeit von den Griechen aus Elis kolonisiert, die vom mythischen Aitolos angeführt wurden. Ebenfalls mythisch ist die Teilnahme der Ätolier unter ihrem König Thoas am Trojanischen Krieg.
Die Ätolier besaßen keine größeren städtischen Siedlungen. Sie scheinen früh durch eine Art Liga geeint worden zu sein. Dieser Aitolische Bund erlangte aber erst in der Mitte des 3. Jahrhunderts v. Chr. politische Bedeutung und wurde zu einem außerordentlichen Rivalen für die makedonischen Könige und den Achaiischen Bund. Wiederholt plünderten die Ätolier griechische Städte. Sie standen im Kampf gegen die Römische Republik auf Seiten des Antiochos III. und wurden nach dessen Niederlage 189 v. Chr. praktisch römische Untertanen. Nach der Unterwerfung der Achäer 146 v. Chr. wurde Ätolien in die Provinz Achaea eingegliedert.

## Heutiges Ätolien
Im heutigen Griechenland gehört Ätolien zur Region Westgriechenland und ist im Nomos (Verwaltungsbezirk) Ätolien-Akarnanien eingebunden. Die bedeutendsten Städte sind Mesolongi (Verwaltungshauptstadt), Nafpaktos (Lepanto), Etoliko, Agrinio, Astakos, Amfilochia. Im Südwesten des Nomos mündet der Fluss Acheloos in das Ionische Meer und bildet das Mesolongi-Delta. Ein Teil dieses Deltas ist die Mesolongi-Lagune, eine der größten Lagunen des Mittelmeerraums.